# Coppa del Mondo juniores di slittino 1989
La Coppa del Mondo juniores di slittino 1988/89 è stata l'edizione inaugurale della manifestazione a tappe organizzata dalla Federazione Internazionale Slittino e ha rappresentato anche l'appuntamento clou della stagione riservata alle categorie giovanili.

## Classifiche

### Singolo uomini
| Pos. | Nome               | Nazione      |
| ---- | ------------------ | ------------ |
| 1    | Dietmar Pierhofer  | Italia       |
| 2    | Alexander Bau      | Germania Est |
| 3    | Oswald Haselrieder | Italia       |

### Singolo donne
| Pos. | Nome                 | Nazione        |
| ---- | -------------------- | -------------- |
| 1    | Margit Paar          | Germania Ovest |
| 2    | Barbara Niedernhuber | Germania Ovest |
| 3    | Monika Feher         | Germania Ovest |

### Doppio
| Pos. | Nome                                 | Nazione          |
| ---- | ------------------------------------ | ---------------- |
| 1    | Dietmar Pierhofer Oswald Haselrieder | Italia           |
| 2    | Levan Tibilov Kaha Vachtangishvili   | Unione Sovietica |
| 3    | Andrej Novickij Igor' Lavrov         | Unione Sovietica |